# هرموژن تارسوسی
هرموژن تارسوسی به انگلیسی: Hermogenes of Tarsus (زبان یونانی: Ἑρμογένης ὁ Ταρσεύς) یک سخنور یونانی بود ملقب به جلادهنده (Ξυστήρ). او در سلطنت مارکوس اورلیوس (۱۸۰–۱۶۱پس از میلاد) شکوفا شد.

## زندگی و کار

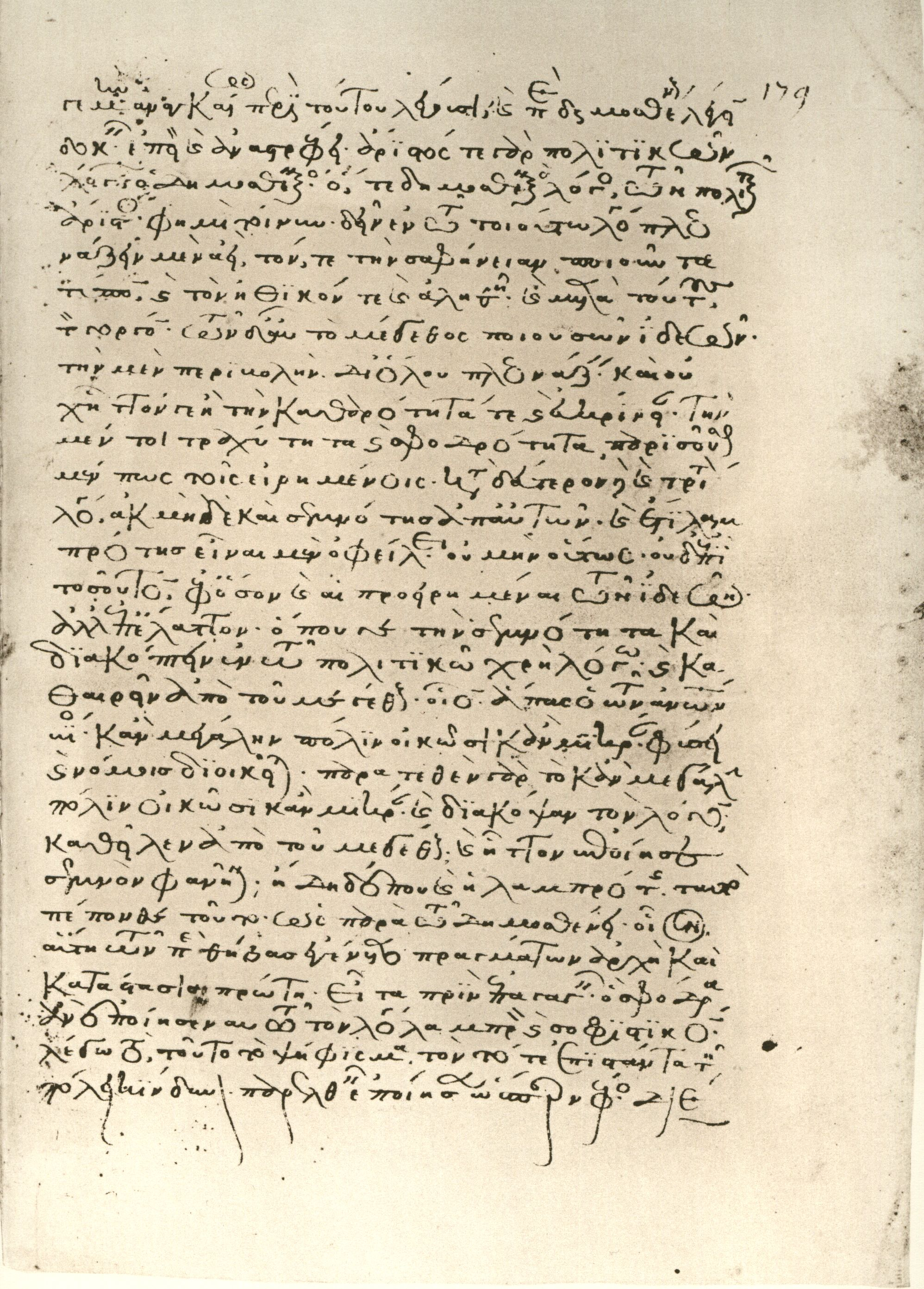
دربارهٔ ایده‌ها (پری ایدئون) در ms.کتابخانه حواری واتیکان، واتیکان یونانی.

توانایی زودهنگام او باعث شد تا زمانی که یک پسر بچه بود، به عنوان معلم هنر منصوب شود و توجه امپراتور را به خود جلب کند. اما در سن بیست و پنج سالگی توانایی‌هایش از بین رفت و بقیه عمر طولانی خود را در حالت ناتوانی فکری گذراند. طبق افسانه‌ها، او احتمالاً قربانی یک بیماری مانند سرخک یا یرسینیا شده است که منجر به مننژیت شده. فیلوستراتوس لمنوسی اشاره کرده که او تا زمان مرگ در سنین بالا به این وضعیت رقت‌انگیز ادامه داد. گویا آنتیوخوس به او طعنه می‌زد: «اینجا یکی است که در میان پسران پیرمردی بود و اکنون در میان پیران، جز پسری نیست». سودا شایعه ای را ثبت می‌کند که پس از مرگ او قلب او بسیار بزرگ و پوشیده از مو بود.
با این حال، در سال‌های اولیه‌اش، مجموعه‌ای از رساله‌های بلاغی را تألیف کرد که به کتاب‌های درسی رایج تبدیل و موضوع تفسیرهای بعدی شد. که تعدادی باقی مانده است:
- Προγυμνάσματα – در مورد تمرینات بلاغی (progymnasmata).
- Perὶ στάσεων – در مورد مسائل حقوقی (staseis)
- Περὶ εὑρέσεως - در مورد ابداع استدلال
- Περὶ ἰδεῶν - در مورد انواع مختلف سبک (یا در مورد انواع سبک)
- در مورد روش نیرومندی

در انواع سبک، هرموژن به جای سه عنصر سنتی سبک-بالا، متوسط و پایین- هفت عنصر را مشخص می‌کند. اول وضوح، به دلیل اهمیت آن است. وضوح به خلوص، که وضوح در سطح جمله است، و تمایز، که مربوط به سازماندهی کلی است، تقسیم می‌شود. دسته بعدی، عظمت به شش بخش تقسیم می‌شود، اما به‌طور کلی به چهار بخش تقسیم می‌شود: جلال و درخشش اولین بخش هستند و بسیار شبیه به هم هستند. وقار استفاده از جملات کوتاه و انتزاعی در مورد موضوعات برجسته است. زیرکی این چکیده‌ها را به جزئیات می‌برد و طولانی‌تر است. سومین بخش عظمت، تقویت است. آخرین بخش عظمت شامل سه بخش است: انحراف، شور و شکوفایی. اشتیاق برای انتقاد تند، تندی برای تحقیر و شکوفایی برای بهبود احساسات قوی. مقوله زیبایی تقسیم‌بندی نمی‌شود. نوع بعدی سبک سرعت است - جمله کوتاه سریع، پاسخ سریع، چرخش ناگهانی فکر در نقطه مقابل. سبک پنجم اخلاق است که به سادگی، شیرینی، لطافت و فروتنی تقسیم می‌شود. آخرین سبک، جاذبه، تعادل صحیح هر شش نوع سبک است.

## نسخه‌ها و ترجمه‌ها
هرموژن در آموزش بیزانس بسیار محبوب بود. جورج ترابیزون، پژوهشگر بیزانسی، هرموژن را از طریق کتاب بلاغت پنجم (۱۴۷۰) به اروپای غربی در دوران رنسانس معرفی کرد. کتاب راهنمای ترابیزون حاوی مطالبی از هرموژنس در مورد ایست‌هاو انواع سبک با بلاغت ناشناس به هرنیوس است. ناشر معروف آلدوس مانوتیوس مجموعه بلاغی هرموژنی را در سخنوران یونانی (۱۵۰۸) به خواننده اروپای غربی معرفی کرد. خوان لوئیس ویوز به هرموژن اشاره کرده است و بر یوهانس استورم تأثیرگذار بود. استورم ترجمه‌ها و تفسیرهایی را دربارهٔ بیشتر آثار هرموژنز منتشر کرد. هرموژنز همچنین بر سخنوران اسپانیایی مانند آنتونیو لول، پدرو خوان نونیز و لوئیس د گرانادا تأثیرگذار بود. لول و نونیز نسخه‌هایی از پروژیمناسماتا هرموژنس را منتشر کردند، و نهادهای بلاغی نونیز به‌طور قابل توجهی از کل پیکره هرموژنیک استفاده می‌کنند.
نسخه قرن نوزدهم هوگو رابه اپرای هرموژنیس، با مقدمه لاتین، بر اساس نسخه‌های مختلف، از جمله نسخه آلدین است.
میشل پاتیون کل مجموعه هرموژنیک را با حاشیه نویسی فراوان به فرانسوی ترجمه کرده است. مالکوم هیث دربارهٔ مسائل (Περὶ στάσεων) به انگلیسی، و Cecil W. Wooten در مورد انواع سبک را به انگلیسی ترجمه کرده است. ترجمه هلندی درباب انوع سبک در اواخر سال ۲۰۰۶ منتشر شد.

## کارها دربارهٔ تأثیر هرموژن
میکائیل یوهانسون کوشیده است تا طرح‌های بلاغی منحصربه‌فرد هرموژن را بر برخی از بیانیه‌های لیبانیوس اعمال کند.
آنابل پترسون کتابی دربارهٔ سبک هرموژنی، مقولات بلاغی و تأثیر آن بر نویسندگان دوره رنسانس، مانند ویلیام شکسپیر، نوشت. هیو بلر نیز در کار خود دربارهٔ بلاغت از هرموژنز نام می‌برد.

## دیگران
به نظر می‌رسد هرموژن دیگری از تارسوس وجود داشته که به خاطر برخی از اشارات در تاریخش توسط امپراتور دومیتیان به قتل رسیده است.